# Аден
А́ден (араб. عدن) — головний порт, комерційний центр Ємену та адміністративний центр однойменної мухафази Ємену, який знаходиться на березі Аденської затоки.  колишня столиця Народної Республіки Південного Ємену (30 листопада 1967 - 30 листопада 1970) та Народної Демократичної Республіки Ємен (до 22 травня 1990 року). Після об'єднання в Ємен статус столиці було втрачено, але місто залишилося важливим транзитним портом на узбережжі Аравійського моря. 
Крім того, місто має аеропорт міжнародного значення.
На данний момент Аден є тимчасовою столицею Ємену.

## Географія
Розташований на кам'янистому мисі в південно-західній частині Аравійського півострова на вході в Червоне море.

### Клімат

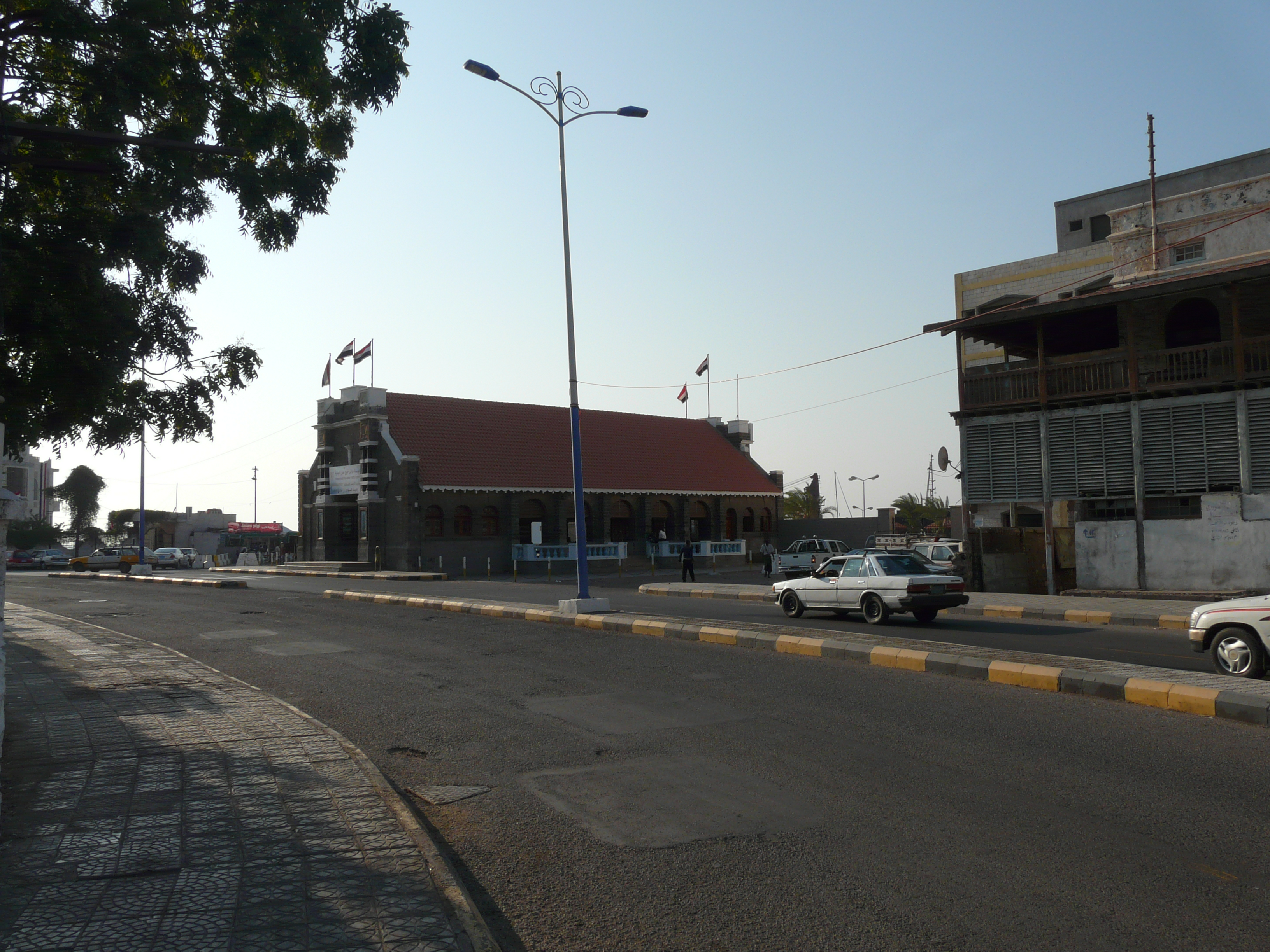
Морський пасажирський вокзал в Адені побудований ще в часи Аденської колонії.

Місто знаходиться у зоні, котра характеризується кліматом тропічних пустель. Найтепліший місяць — червень із середньою температурою 32.8 °C (91 °F). Найхолодніший місяць — січень, із середньою температурою 26.1 °С (79 °F).
| Клімат Адена            | Клімат Адена | Клімат Адена | Клімат Адена | Клімат Адена | Клімат Адена | Клімат Адена | Клімат Адена | Клімат Адена | Клімат Адена | Клімат Адена | Клімат Адена | Клімат Адена | Клімат Адена |
| Показник                | Січ.         | Лют.         | Бер.         | Квіт.        | Трав.        | Черв.        | Лип.         | Серп.        | Вер.         | Жовт.        | Лист.        | Груд.        | Рік          |
| Абсолютний максимум, °C | 29           | 30           | 31           | 35           | 38           | 40           | 38           | 38           | 37           | 36           | 33           | 30           | 40           |
| Середній максимум, °C   | 27           | 27           | 28           | 31           | 33           | 35           | 34           | 34           | 33           | 31           | 29           | 27           | 31           |
| Середня температура, °C | 26           | 26           | 27           | 29           | 31           | 32           | 32           | 32           | 32           | 30           | 27           | 26           | 29           |
| Середній мінімум, °C    | 24           | 25           | 26           | 27           | 29           | 30           | 30           | 30           | 30           | 27           | 24           | 24           | 27           |
| Абсолютний мінімум, °C  | 17           | 17           | 18           | 21           | 23           | 27           | 25           | 25           | 25           | 19           | 19           | 18           | 17           |
| Норма опадів, мм        | 7.6          | 7.6          | 7.6          | 5            | 2.5          | 0            | 2.5          | 2.5          | 5            | 2.5          | 2.5          | 2.5          | 40           |
| ----------------------- | ------------ | ------------ | ------------ | ------------ | ------------ | ------------ | ------------ | ------------ | ------------ | ------------ | ------------ | ------------ | ------------ |
| Джерело: Weatherbase    |              |              |              |              |              |              |              |              |              |              |              |              |              |

## Господарство
Економіка міста заснована на переробці нафти, рибальстві, мореплавстві. Також в Адені є текстильні, рибопереробні і судоремонтні підприємства.
Історично Аден імпортував товари з африканського узбережжя та з Європи, Сполучених Штатів та Індії. Станом на 1920 рік британці описували його як «головний центр арабської торгівлі, який отримує невелику кількість місцевої продукції та забезпечує скромні потреби внутрішніх районів і більшості менших арабських портів». У доках місто постачало вугілля кораблям, що проходили повз. Єдиним товаром, який виробляло місто, станом на 1920 рік, була сіль. Крім того, порт був місцем зупинки кораблів, коли заходили в Баб-ель-Мандеб; так міста, як Мекка, отримували товари кораблями. Yemen Airlines, національна авіакомпанія Південного Ємену, мала головний офіс в Адені. 15 травня 1996 Yemen Airlines об'єдналася з Yemenia.
На початку 20 століття Аден був помітним центром виробництва кави. Жінки обробляли кавові зерна, вирощені на нагір’ї Ємену. З Адена також виробляли та експортували ладан, пшеницю, ячмінь, люцерну та просо. Листя та стебла люцерни, проса та кукурудзи, вирощених в Адені, зазвичай використовувалися як корм. Станом на 1920 рік Аден також збирав сіль із солоної води. Італійська компанія Agostino Burgarella Ajola and Company зібрала та переробляла сіль під назвою Aden Salt Works. Була також менша компанія з Індії під назвою Abdullabhoy and Joomabhoy Lalji & Company, яка володіла фірмою з виробництва солі в Адені. Обидві компанії експортували сіль. Між 1916 і 1917 роками Аден видобув понад 120 000 тонн солі. Аден також виробляв калій, який зазвичай експортувався до Мумбаї.
Аден виробляв джолліботи. Деревне вугілля виробляли також з акації, і переважно у внутрішніх районах регіону. Сигарети виробляли єврейське та грецьке населення Адена. Використаний тютюн був імпортований з Єгипту.
Відколи громадянська війна в Ємені поширилася на Аден у 2015 році, місто було вражене постійними протестами через низку питань, але особливо щодо виробництва електроенергії. Енергосистема Адена складається виключно з дизель-генераторів і, таким чином, сильно залежить від імпортного палива. Основною електростанцією є дизельна електростанція Аль-Хасва, на якій у червні 2021 року працювало лише дві турбіни з п’яти, які виробляли до 50 мегават (МВт) електроенергії в регіоні, де дефіцит становить близько 300 МВт. Науфал аль-Моджамал, директор заводу, сказав: «За 35 років існування станція Аль-Хасва жодного разу не проводила технічне обслуговування, за винятком 2016 року... коли було відновлено дві турбіни».

## Транспорт
Аден —  найбільший морський порт Ємену, знаходиться на одному з найжвавіших морських шляхів світу, будучи перевалочним пунктом між морськими шляхами Індійського океану, Червоного та Середземного морів, Перської затоки.
Історично гавань Адена була головним транспортним вузлом регіону. Станом на 1920 рік гавань мала розміри 13 на 6 км (8 на 4 милі). Пасажирські кораблі причалили до Стімер Пойнт, який тепер називається Тавахі.
У британський колоніальний період транспортні засоби рухалися ліворуч, як у Великій Британії. 2 січня 1977 року Аден разом із рештою Південного Ємену перейшов на правий рух, що приєднало його до сусідніх арабських держав.
Місто обслуговував міжнародний аеропорт Адена, колишня станція RAF Khormaksar, яка розташована за 10 км (6,2 милі) від міста, до того, як цей аеропорт разом з іншими аеропортами в Ємені було закрито під час битви за аеропорт Аден і військового втручання в Ємен у 2015 році. 22 липня міжнародний аеропорт Адена було знову визнано придатним до експлуатації після того, як сили хуситів були вигнані з міста, а саудівський літак, який перевозив допомогу, став першим літаком, який приземлився в Адені за чотири місяці. Того ж дня корабель, зафрахтований Всесвітньою продовольчою програмою, перевозив пальне, пришвартувався в порту Адена.

## Райони Адена
- Хормаскар — військовий аеродром Адена, один з основних транспортних вузлів під час перевезення військ та вантажів. Крім транспортної авіації, на ньому базувалися дві ескадрильї винищувачі-бомбардувальники Hawker Hunter (з вересня 1962 р.).
- Морський порт Адена — глибока природна гавань, яка за роки британського правління обладнана для прийому різних суден. Ще один найважливіший транспортний об'єкт.
- Ат-Тувахі — район міста, в якому селилися англійські колоністи.
- "Кратер" (офіційна назва - Сіна) — густонаселений старий район Адена, центр руху арабських націоналістів.
- Little Aden (Малий Аден) — район на протилежній від міста стороні Аденської бухти, що виріс навколо великого нафтопереробного заводу BP.

## Історія
Під назвами Адана або Асана місто було відоме ще з часів Стародавньої Греції, а про поселення на березі Аденської затоки відомо ще з VII століття до нашої ери. Був важливим портом на шляху між Індією та Європою і Північною Африкою. Після Доби великих географічних відкриттів занепав. У XVI ст. Аден не могли поділити між собою португальці і турки-османи. В 1839 Аден був захоплений англійцями, які зробили його військово-морською базою. Був відправною точкою для розширення англійських володінь в південно-західній Аравії, які також отримали назву Аден. У 1869 році відкрито Суецький канал, після чого роль міста як порту різко зросла. В 1967 став частиною незалежного Південного Ємену. Був столицею Південного Ємену до 1990 року.

## Пам'ятки
1. Цистерни в Тавіла — антична система водяного постачання розташована в центральному районі Кратер
2. Форт Sira
3. Аденський мінарет
4. Палац султанату Лаждж / Національний музей
5. Біг-Бен Адену
6. Сад-сквер королеви Вікторії та пам'ятник королеві Вікторія цього саду-сквері
7. Військовий музей Адену
8. The Rimbaud House
9. Фортифікації Jebal Hadid та Jebal Shamsan
10. Пляжі Адену і Літл-Адену (Малого-Адену)
11. Мечеть Al-Aidaroos
12. Зороастрійський храм
13. Історичні британські церкви
14. Морський пасажирський вокзал в Адені, побудований ще в часи Аденської колонії